# Muniyur, Tirthahalli
Muniyur là một làng thuộc tehsil Tirthahalli, huyện Shimoga, bang Karnataka, Ấn Độ.